# El Castro (Orense)
El Castro (llamada oficialmente Santo André do Castro de Beiro) es una parroquia y un lugar del municipio español de Orense, en la provincia de Orense, Galicia.

## Toponimia
La parroquia también es conocida por los nombres de San Andrés de El Castro  y San Andrés do Castro.

## Organización territorial
La parroquia está formada por once entidades de población, constando cinco de ellas en el nomenclátor del Instituto Nacional de Estadística español:
- Abelaira (A Abelaira)
- Abeleda (A Abeleda)
- Cachalvite
- Cardenao
- Cima de Costa (Cima da Costa)
- El Castro (O Castro de Beiro)
- El Lagar (O Lagar)
- Freijedo (Freixedo)
- Nogueira
- Pazos
- Villariño (Vilariño)

## Demografía

### Parroquia
| Gráfica de evolución demográfica de El Castro (parroquia) entre 2000 y 2023 |
|                                                                             |
| Datos según el nomenclátor publicado por el INE.                            |

### Lugar
| Gráfica de evolución demográfica de El Castro (lugar) entre 2000 y 2023 |
|                                                                         |
| Datos según el nomenclátor publicado por el INE.                        |